# Szepseskaf
Szepseskaf – faraon starożytnego Egiptu z IV dynastii

## Lata panowania
- 2511-2506 p.n.e. (Kwiatkowski)
- 2510-2500 p.n.e. (Schneider)
- 2472-2467 p.n.e. (Tiradritti, De Luca)

## Rodzina
Był synem poprzedniego władcy Menkaure (Mykerinosa). Jego żoną była Chentkaus I, a ślub był wyrazem dążenia władcy do pogodzenia dwóch gałęzi rodu panującego. Miał z żoną dwie córki, Chamaat i Bunefer (Kwiatkowski), oraz syna Dżedefptaha, który następnie poślubił Bunefer, chociaż niektórzy (Grimal) twierdzą, że ich dzieckiem był tylko Dżedefptah, a inni (Helck) widzą w Bunefer drugiego syna władcy. 

## Działalność
Maneton przypisywał mu 7 lat rządów, a Kanon Turyński – 4 lata panowania, jest wymieniany również na kamieniu z Palermo. Szepseskaf próbował zerwać z tak bardzo popieranym przez swoich poprzedników kultem solarnym i związaną z nim heliopolitańską doktryną teologiczną. Wyrazem tego było odmówienie przyjęcia tytułu Syna Re, odstąpienie od budowy grobowca w kształcie piramidy oraz wydanie córki Chamaat za Ptahszepsesa, kapłana boga Ptaha z Memfis. Opór ten był prawdopodobnie związany z rosnącymi wpływami politycznymi i religijnymi kapłanów boga słońca Re z Heliopolis, z czym władca nie mógł się pogodzić. Próba ta, pozbawiona elementów agresji, nie przyniosła jednak żadnych trwałych skutków, następcy jego bowiem podnieśli kult Re do rangi oficjalnej religii państwowej.

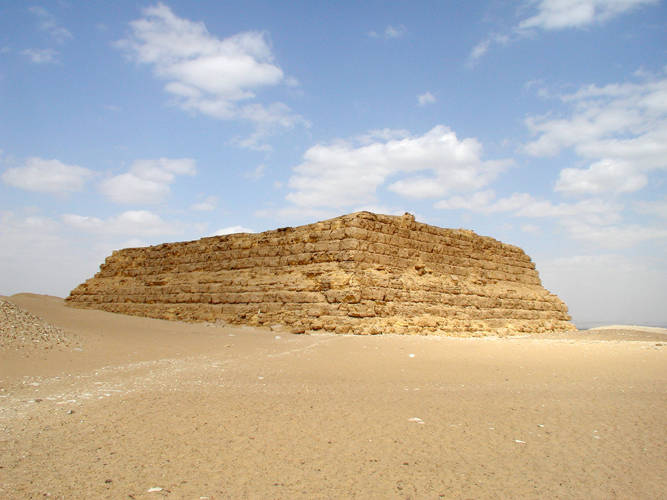
Mastaba Szepseskafa

## Grobowiec
Pochowany został w Sakkarze w ogromnym grobowcu, zbudowanym na wzór tynickiej formy mastaby, zwanym obecnie przez Arabów Mastabat el–Faraun, czyli Ława Faraona. 
Długość jednego boku tego grobowca wynosiła 104,6 m, a drugiego – 78,6 m, natomiast wysokość – około 19 m. Obecnie, już bez okładziny wapiennej z Tury, którą był pierwotnie okryty, liczy sobie 99,6 m na 74,4 m. Wejście do niego jest od północnej strony. Od wejścia prowadzi w dół korytarz z komorą, komorą przechodnią i zapadniami o długości 20,8 m, przechodzący następnie w korytarz poziomy o długości 19,5 m wiodący do przedsionka grobu o dwuspadowym dachu o rozmiarach 3,1 x 8,3 x 5,6 m, za nim korytarz z niszami o długości 10,6 m dochodzi do komory grobowej, również z dwuspadowym dachem, o wymiarach 3,8 x 7,8 x 4,9 m. W komorze grobowej znaleziono resztki sarkofagu, nie było natomiast żadnych szczątków ludzkich. Na jednej ze ścian mastaby zachował się napis informujący, że Chaemuaset, syn Ramzesa II, kazał odbudować zniszczony już wówczas grobowiec.
Po wschodniej stronie mastaby znajdowała się mała świątynia grobowa (górna), w której znaleziono resztki diorytowego posągu władcy, a która w południowo-wschodnim narożniku łączy się z drogą procesyjną prowadzącą do świątyni dolnej.

## Tytulatura
| G5 |

| G5 |

| Sps | F32 |

| Sps | F32 |

| Sps | F32 |

| Sps | F32 |

| G5 |

| G5 |

| Sps | F32 |

| Sps | F32 |

| Sps | F32 |

| Sps | F32 |

| M23 · X1 | L2 · X1 |

| M23 · X1 | L2 · X1 |

| Sps | s | s | kA · f |

| Sps | s | s | kA · f |

| Sps | s | s | kA · f |

| Sps | s | s | kA · f |

| M23 · X1 | L2 · X1 |

| M23 · X1 | L2 · X1 |

| Sps | s | s | kA · f |

| Sps | s | s | kA · f |

| Sps | s | s | kA · f |

| Sps | s | s | kA · f |